# Pierre Pédeutour
Pas d'image ? Cliquez ici

a Compétitions nationales et continentales officielles uniquement.

b Matchs officiels uniquement.
Pierre Pédeutour, né le 30 mars 1955 à Menzel Bouzelfa (Tunisie), est un joueur international français de rugby à XV évoluant au poste de demi d'ouverture.

## Biographie
Bon buteur, il est le deuxième meilleur buteur du Championnat de France en 1983 avec 195 points, avant d'être le meilleur buteur en 1984 avec 163 points.
Le 1er mars 1980, il dispute son unique match en équipe de France contre l'équipe d'Irlande dans le cadre du Tournoi des Cinq Nations. 
Il est également international universitaire, B et A'.

## Statistiques en équipe nationale
- Sélection en équipe de France : 1
- 3 points (1 drop)
- Tournoi des Cinq Nations disputé : 1980

## Palmarès

### En club
- Finaliste du Championnat de France en 1983 avec le RRC Nice.
- Vainqueur du Challenge Yves du Manoir en 1985 avec le RRC Nice.

### Distinctions personnelles
- Meilleur buteur du Championnat de France en 1984 (163 points).